# Bilawal Bhutto Zardari
Bilawal Bhutto Zardari (em sindi: بلاول ڀٽو زرداري; em urdu: بلاول بھٹو زرداری, Carachi, 21 de setembro de 1988) é um político paquistanês que serve como presidente do Partido Popular do Paquistão e preside o comitê executivo central de seu partido.
Pertencente à politicamente poderosa família Bhutto, ele é o filho do ex-presidente Asif Ali Zardari e da ex-primeira-ministra Benazir Bhutto e neto do ex-presidente Zulfiqar Ali Bhutto e de sua esposa, a princesa iraniana Nusrat Bhutto. Bilawal Bhutto Zardari graduou-se e pós-graduou-se na Universidade de Oxford. Ele foi feito o chefe cerimonial do Partido Popular do Paquistão após o assassinato de sua mãe em 2007, e em 2014 ele assumiu a presidência do partido. Seu pai é uma das pessoas mais ricas do Paquistão.

## Início de vida e educação
Bilawal Bhutto Zardari nasceu no Hospital Lady Dufferin em Carachi, no Paquistão, em 21 de setembro de 1988, como o primeiro dos três filhos da futura primeira-ministra do Paquistão, Benazir Bhutto, e seu marido, Asif Ali Zardari, que mais tarde tornou-se o Presidente do Paquistão, em 2008. Ele tinha apenas três meses de idade quando sua mãe, Benazir Bhutto, tornou-se a primeira mulher primeira-ministra do Paquistão, em 1988. Ele tem duas irmãs, Bakhtawar e Asifa. Ele é neto do ex-presidente Zulfiqar Ali Bhutto e de Nusrat Bhutto. Seus tios maternos são Murtaza Bhutto e Shahnawaz Bhutto, além da tia Ghinwa Bhutto (esposa de Murtaza), bem como seu avô paterno é Hakim Ali Zardari, e tias paternas são Azra e Faryal, todos políticos. Sua prima, Fatima Bhutto, é uma poetisa e escritora.
Bilawal Bhutto Zardari estudou no Aitchison College, em Lahore, mas devido a ameaças de segurança mudou-se para Karachi Grammar School e mais tarde participou da Escola Internacional de Froebel, em Islamabad. Seu pai esteve numa cadeia paquistanesa entre 1996 e 2004 devido a acusações de corrupção. Ele deixou o Paquistão com sua mãe e irmãs em abril de 1999, passando a infância em Dubai e Londres durante o auto-exílio de sua família. Mais tarde, ele estudou na School Rashid em Dubai, onde foi vice-presidente do conselho estudantil. Ele tem uma faixa preta em taekwondo.
Em 2007, Bilawal Zardari matriculou-se na Christ Church, um colégio constituinte da Universidade de Oxford. Ele estudou história britânica e mais tarde transferiu-se para estudar história geral. Em dezembro de 2007, ele visitou o Paquistão depois que sua mãe, Benazir Bhutto, foi assassinada. Ele também retornou ao Paquistão em setembro de 2008 para testemunhar seu pai ser empossado como presidente do Paquistão. Bilawal completou sua formação em junho de 2010.

## Carreira política
Após o assassinato de Benazir Bhutto, Asif Ali Zardari declarou Bilawal Bhutto Zardari como sucessor de sua mãe na liderança do partido.] Bilawal Zardari foi nomeado presidente do Partido Popular do Paquistão em 30 de dezembro de 2007, quando ainda estava estudando na Universidade de Oxford. Em 2011, Bilawal Bhutto Zardari voltou definitivamente para o Paquistão e tornou-se mais ativamente envolvido na política paquistanesa, nomeadamente quando seu pai foi receber cuidados médicos em Dubai em dezembro de 2011. Em maio de 2012, Bilawal Zardari afirmou que o Paquistão pediu à Interpol para emitir um "mandado vermelho" contra o ex-governante militar Pervez Musharraf em relação ao caso do assassinato de sua mãe. Ele fez seu primeiro grande discurso público em 27 de dezembro de 2012, que marcava o quinto aniversário da morte de sua mãe.
Em 2013, com 25 anos, tornou-se elegível para concorrer à Assembleia Nacional do Paquistão, já que a Constituição do país exige uma idade mínima de legisladores de 25 anos. Bilawal Bhutto Zardari não se candidatou a um cargo público nas eleições de 2012, mas prometeu disputar a próxima eleição geral no país, em 2018.